# Padmaja Naidu
Padmaja Naidu (Hyderabad, 1900 – 2 maggio 1975) è stata un'attivista e politica indiana impegnata per l'indipendenza del suo paese.

## Biografia
È nata a Hyderabad dalla poeta e combattente per l'indipendenza indiana Sarojini Naidu e da Mutyala Govindrajulu Naidu, un medico. Ha avuto quattro fratelli, Jayasurya, Leelamani, Nilawar e Randheer.
Fu amica della futura sposa di Mohammad Ali Jinnah, già amico della madre Sarojini e considerato il padre fondatore del Pakistan. Ebbe rapporti stretti con Jawaharlal Nehru che tuttavia non sposò mai e visse gli ultimi anni della sua vita in locali appartenenti ad una residenza di proprietà di Nehru, in seguito divenuta museo (Nehru memorial museum and library).
Sul luogo dove si pensa si trovino le sue ceneri esiste un piccolo memoriale poco noto anche alla popolazione locale.

## Impegno politico
Nel 1921 ha aderito al Congresso Nazionale Indiano nello stato principesco indiano di Hyderabad. Ha contribuito a diffondere il messaggio del Mahatma Gandhi legato alla protesta del khadi invitando gli indiani a boicottare le merci straniere, in particolare quelle britanniche. Fu così incarcerata nel 1942 per aver partecipato al movimento non violento Quit India iniziato da Gandhi che chiedeva all'impero coloniale inglese di lasciare l'India.
Dopo che il suo paese ottenne l'indipendenza, nel 1950, venne eletta al parlamento indiano. Nel 1956 ottenne la carica di governatore del Bengala Occidentale. È stata impegnata anche sul piano umanitario e dei diritti umani, rivestendo il ruolo di presidente della Croce Rossa indiana dal 1971 al 1972.

## Riconoscimenti
Il Padmaja Naidu Himalayan Zoological Park nel Darjeeling porta il suo nome.